# Björn Kircheisen
Pour les articles homonymes, voir Kircheisen.
Björn Kircheisen, né le 6 août 1983 à Erlabrunn, aujourd'hui commune de Breitenbrunn/Erzgeb., est un spécialiste allemand du combiné nordique. Il compte un total de quatre médailles olympiques en épreuve par équipes dont un titre, onze médailles en championnat du monde, dont un titre par équipes et cinq podiums individuels. Dans la Coupe du monde, il cumule dix-sept succès individuels entre 2002 et 2017.

## Biographie
Inscrit au WSV Johanngeorgenstadt, il dispute ses premières courses au niveau international en 2000 et obtient ses premiers succès en 2001, à Klingenthal en Coupe du monde B et aux Championnats du monde junior à la mass start par équipes. Son premier départ en Coupe du monde a lieu en février 2001 à Liberec (14e), compétition dans laquelle il monte sur son premier podium en décembre de la même année à Kuopio (deuxième). Début 2002, il devient champion du monde junior à Schonach en Allemagne et est sélectionné pour les Jeux olympiques de Salt Lake City où il est médaillé d'argent dans l'épreuve par équipes et obtient deux places dans les dix premiers en individuel (5e du Gundersen et 9e du sprint).
Il réussit en décembre 2002 un grand coup inédit en combiné nordique à Trondheim, où il gagne ses trois premières courses en Coupe du monde, ce qui lui permet de terminer troisième du classement général en fin de saison. Lors des Championnats du monde sénior, il obtient sa première médaille à l'épreuve par équipes avec Thorsten Schmitt, Georg Hettich et Ronny Ackermann. Il prend part encore aux Championnats du monde junior cet hiver et y décroche les trois titres.
Aux Mondiaux 2005 à Oberstdorf, il décroche sa première médaille internationale en individuel avec l'argent à l'épreuve Gundersen et y est aussi médaillé d'argent par équipes. Il fait de retour sur le podium en Coupe du monde deux ans après à Lahti, où il est vainqueur de sa quatrième course à ce niveau.
Lors des Jeux olympiques de Turin en 2006, il est de nouveau médaillé dans l'épreuve par équipes avec l'argent. Individuellement, il échoue à remporter de médaille (deux septièmes places), performance en dessous de sa troisième place au classement général de la Coupe du monde. Il gagne après les Jeux de Turin les sprints de Lahti et de Holmenkollen (Festival de ski).
Il remporte ensuite d'autres médailles aux Championnats du monde, en individuel (le bronze sur le sprint en et 2007 et l'argent au Gundersen en 2009) et la médaille d'argent par équipes à ces éditions. Lors de la saison 2007-2008, il gagne trois manches sur des formats différents dont deux à Ramsau. Il s'impose dans le site autrichien les deux années suivantes aussi. En 2010, en recul au classement général de la Coupe du monde (dixième), il est seulement 20e et 22e aux Jeux olympiques de Vancouver, où il prend la médaille de bronze à l'épreuve par équipes cependant. En 2011, il signe sa quatrième victoire sur le site finlandais de Lahti (son meilleur total avec Ramsau) et ajoute deux autres médailles d'argent par équipes aux Championnats du monde d'Oslo à sa collection.
Lors de la saison 2013, il doit attendre février et la manche d'Almaty pour monter sur le podium (et gagner), avant de prendre la médaille de bronze aux Championnats du monde à Val di Fiemme, sur la compétition avec petit tremplin devançé au sprint par Jason Lamy-Chappuis et Mario Stecher.
En 2014, en préparation des Jeux olympiques, il est deux fois deuxième à Tchaïkovski. Aux Jeux de Sotchi, il est quatrième au grand tremplin, enregistrant son meilleur résultat individuel aux Jeux et est encore médaillé d'argent par équipes avec Eric Frenzel, Johannes Rydzek et Fabian Rießle.
En 2017, après une 17e victoire en Coupe du monde obtenue à Sapporo, juste devant Akito Watabe pour garder les Allemands invaincus cet hiver, il decroche sa première médaille d'or en carrière aux Mondiaux de Lahti dans l'épreuve par équipes avec Frenzel, Rydzek et Riessle. Il est aussi médaillé de bronze individuel, collectant son cinquième podium personnel en mondial, son onzième au total. Kircheisen fait aussi son retour dans le top cinq de la Coupe du monde pour la première fois depuis 2012.
Il concourt pour la dernière fois au niveau international à Schonach en mars 2018.
Surnommé Kirche, son point fort est le ski de fond.

## Palmarès

### Jeux olympiques d'hiver

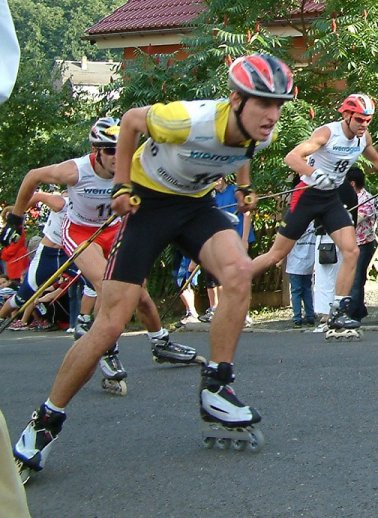
Björn Kircheisen en 2004.

| Épreuve / Édition | Épreuve / Édition | Salt Lake City 2002              | Turin 2006                       | Vancouver 2010                   | Sotchi 2014                      |
| Sprint            | Sprint            | 9e                               | 7e                               | Épreuve inexistante à cette date | Épreuve inexistante à cette date |
| Gundersen         | Gundersen         | 5e                               | 7e                               | Épreuve inexistante à cette date | Épreuve inexistante à cette date |
| Gundersen         | PT                | Épreuve inexistante à cette date | Épreuve inexistante à cette date | 22e                              | —                                |
| Gundersen         | GT                | Épreuve inexistante à cette date | Épreuve inexistante à cette date | 20e                              | 4e                               |
| Par équipes       | Par équipes       | Argent                           | Argent                           | Bronze                           | Argent                           |

### Championnats du monde
| Épreuve / Édition            | Épreuve / Édition            | Val di Fiemme 2003               | Oberstdorf 2005                  | Sapporo 2007                     | Liberec 2009                     | Oslo 2011                        | Val di Fiemme 2013               | Falun 2015                       | Lahti 2017                       |
| Sprint                       | Sprint                       | 17e                              | 4e                               | Bronze                           | Épreuve inexistante à cette date | Épreuve inexistante à cette date | Épreuve inexistante à cette date | Épreuve inexistante à cette date | Épreuve inexistante à cette date |
| Départ en ligne (Mass start) | Départ en ligne (Mass start) | Épreuve inexistante à cette date | Épreuve inexistante à cette date | Épreuve inexistante à cette date | 26e                              | Épreuve inexistante à cette date | Épreuve inexistante à cette date | Épreuve inexistante à cette date | Épreuve inexistante à cette date |
| Individuel (Gundersen)       | PT (K90 + 10 km)             | Épreuve inexistante à cette date | Épreuve inexistante à cette date | Épreuve inexistante à cette date | 45e                              | 28e                              | Bronze                           | —                                | Bronze                           |
| Individuel (Gundersen)       | GT (K120 + 10 km)            | Épreuve inexistante à cette date | Épreuve inexistante à cette date | Épreuve inexistante à cette date | Argent                           | abandon                          | 14e                              | 23e                              |                                  |
| Gundersen                    | Gundersen                    | 7e                               | Argent                           | 7e                               | Épreuve inexistante à cette date | Épreuve inexistante à cette date | Épreuve inexistante à cette date | Épreuve inexistante à cette date | Épreuve inexistante à cette date |
| Par équipes                  | Par équipes                  | Argent                           | —                                | Argent                           | Argent                           | Épreuve inexistante à cette date | Épreuve inexistante à cette date | Épreuve inexistante à cette date | Épreuve inexistante à cette date |
| Par équipes                  | PT                           | Épreuve inexistante à cette date | Épreuve inexistante à cette date | Épreuve inexistante à cette date | Épreuve inexistante à cette date | Argent                           | 6e                               | —                                | Or                               |
| Par équipes                  | GT                           | Épreuve inexistante à cette date | Épreuve inexistante à cette date | Épreuve inexistante à cette date | Épreuve inexistante à cette date | Argent                           | Épreuve inexistante à cette date | Épreuve inexistante à cette date |                                  |

### Coupe du monde
- Meilleur classement général : 3e en 2003 et 2006.
- Meilleur classement en sprint : 3e en 2003 et 2006.
- 43 podiums individuels en carrière dont 16 victoires.
- 9 podiums par équipes dont 5 victoires.

#### Différents classements en Coupe du monde
| Année     | Classement général final |
| 2000-2001 | 50e                      |
| 2001-2002 | 14e                      |
| 2002-2003 | 3e                       |
| 2003-2004 | 39e                      |
| 2004-2005 | 6e                       |
| 2005-2006 | 3e                       |
| 2006-2007 | 6e                       |
| 2007-2008 | 8e                       |
| 2008-2009 | 4e                       |
| 2009-2010 | 10e                      |
| 2010-2011 | 7e                       |
| 2011-2012 | 5e                       |
| 2012-2013 | 11e                      |
| 2013-2014 | 12e                      |
| 2014-2015 | 23e                      |
| 2015-2016 | 27e                      |
| 2016-2017 | 5e                       |
| 2017-2018 | 23e                      |

#### Détail des victoires individuelles
| Édition | Épreuve                                                 |
| ------- | ------------------------------------------------------- |
| 2003    | Trondheim (Sprint – HS120 / 7,5 km).                    |
| 2003    | Trondheim (Gundersen – HS120 / 15 km).                  |
| 2003    | Trondheim (Sprint – HS120 / 7,5 km).                    |
| 2005    | Lahti (Gundersen – HS130 / 15 km).                      |
| 2006    | Lahti (Sprint - HS130 / 7,5 km).                        |
| 2006    | Oslo (Sprint – HS128 / 7,5 km).                         |
| 2007    | Zakopane (Sprint – HS134 / 7,5 km).                     |
| 2007    | Lahti (Sprint – HS130 / 7,5 km).                        |
| 2008    | Kuusamo (Sprint – HS142 / 7,5 km).                      |
| 2008    | Ramsau am Dachstein (Mass-start – HS98 / 10 km).        |
| 2008    | Ramsau am Dachstein (Hurricane sprint – HS98 / 7,5 km). |
| 2009    | Val di Fiemme (Mass-start – HS134 / 10 km).             |
| 2009    | Ramsau am Dachstein (Gundersen – HS98 / 10 km).         |
| 2010    | Ramsau am Dachstein (Gundersen – HS98 / 10 km).         |
| 2011    | Lahti (Gundersen – HS130 / 10 km).                      |
| 2013    | Almaty (Gundersen – HS140 / 10 km)                      |
| 2017    | Sapporo (Gundersen – HS134/ 10 km)                      |

### Championnats du monde junior
- Karpacz 2001 : 
  -  médaille d'or par équipes.
- Schonach 2002 : 
  -  médaille d'or en individuel et départ en masse par équipes.
- Sollefteå 2003 : 
  -  médaille d'or en individuel, en sprint et départ en masse par équipes.